# Sillon mosellan
Pour l’intercommunalité de la Moselle, voir communauté de communes du Sillon mosellan.
Ne doit pas être confondu avec Vallée de la Moselle ou Sillon lorrain.

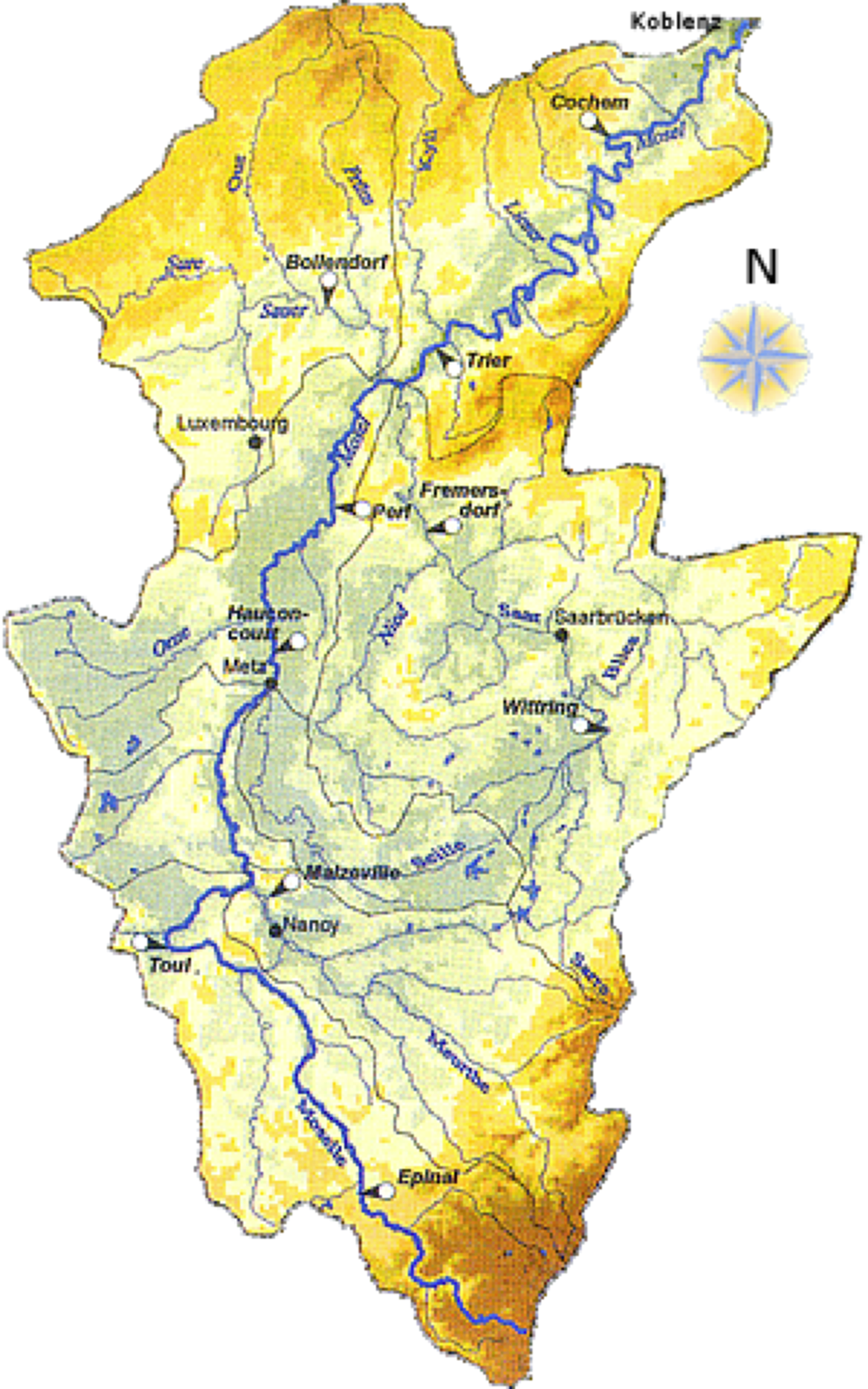
Carte du bassin de la Moselle

Le Sillon mosellan est un bassin topographique intégré à l’axe historique nord-sud qui relie l’Europe du Sud à l’Europe du Nord, l’arc méditerranéen aux ports de la Mer du Nord. Il est également situé de manière perpendiculaire à la croisée directe de la magistrale européenne Paris-Budapest.

## Situation
Allant de la frontière germano-luxembourgeoise au sud de Nancy, le sillon mosellan constitue, par sa continuité physique, économique et son flux intense de communications, une artère sans équivalent de la région Lorraine. Cette vallée suit le désormais double cours (naturel et canalisé) de la rivière de la Moselle. Il s’agit donc en premier lieu d’une entité géographique et géologique au nord-est du Plateau lorrain (500 m d’altitude) dont l’altitude moyenne se situe aux alentours de 150 m, parfois en pente légère le long des Côtes de Moselle.
Le Sillon mosellan tient un rôle prépondérant pour l’activité de la région Lorraine, et le maintien de ses capacités de transports y revêt une importance primordiale pour son développement futur. Les études des Eurocorridors démontrent que la Lorraine, avec son système de transports évolué, sera de plus en plus un territoire à vocation logistique et de recomposition modale pour les grands flux européens, au bénéfice des modes alternatifs à la route.

## Sous-ensembles
Au nord, le Sillon mosellan est constitué d’une succession ininterrompue de villes entre Metz et Thionville (conurbation de Metz-Thionville), située de part et d’autre d’une épine dorsale innervée par une juxtaposition de réseaux de transports: autoroutes A30 et A31 ; les lignes ferroviaires des TER, Fret et TGV Paris-Luxembourg ; la Moselle canalisée.  Cette proximité permettrait de regrouper 242 communes dans une aire urbaine de plus de 600 000 habitants, soit la plus importante aire urbaine en Lorraine avec un quart de la population totale de la Région. Les aires urbaines de Thionville et de Metz sont cependant considérées officiellement comme deux entités distinctes par l'INSEE. Les communautés d’agglomération de Metz Métropole, de Thionville-Portes de France et les communautés de communes situées entre elles, dont la communauté de communes du sillon mosellan ne sont par ailleurs jamais encore regroupées dans une même structure administrative (communauté urbaine). Les élus de Metz et Thionville on affirmé leur volonté de développer une structure de coopération intercommunale.
Au centre, les aires urbaines des deux agglomérations lorraines principales que sont Metz et Nancy se démarquent fortement des paysages situés entre elles. Dans la vallée de la Moselle, desservie par la ligne du TER Métrolor, on trouve une succession de petites villes (Pompey, Dieulouard, Pagny-sur-Moselle, Corny-sur-Moselle, Ars-sur-Moselle…) de part et d'autre de l'agglomération de Pont-à-Mousson. La densité de population y diminue rapidement quand on s'éloigne de la rivière. L’autoroute A31, fréquemment saturée, passant quelques kilomètres à l'est de la vallée de la Moselle, traverse ainsi surtout des plaines cultivées en campagne rurale. Encore plus à l'est dans cet espace central, on trouve la plate forme aéroportuaire régionale  et la gare Lorraine TGV.
Au sud, l’imposante et compacte unité urbaine de la région nancéienne qui avoisine les 400 000 habitants, marque les limites du Sillon mosellan qui se disperse au cœur du massif des Vosges, dans le bassin industriel de la commune d’Épinal en particulier, mais également jusqu’à l’extrémité sud le la route nationale 57, dans le tissu résidentiel de la commune de Remiremont.
Aujourd’hui le Sillon mosellan est communément confondu avec le Sillon lorrain qui est lui un réseau d’agglomérations initié par l’association des villes de Thionville, Metz, Nancy et Épinal comptabilisant 1 160 000 habitants, le long de l’A31, qui est utilisée comme une voie de communication à usage quotidien pour une grande part des habitants. La création de ce réseau de villes affirme la volonté de distinguer un axe économique d’envergure européenne qui traverse la Lorraine, sur lequel sont positionnées les quatre plus grandes agglomérations de la région. Il a été initié en 1998 et s’est plus récemment constitué en association en octobre 2005.